# Pásovec krátkouchý
Pásovec krátkouchý (Cabassous chacoensis) je málo známý druh pásovce z čeledi pláštníkovití, který je endemický pro jihoamerický region Gran Chaco.

## Systematika
Za formální autoritu druhu se považuje americký mammalog Ralp M. Wetzel, který druh formálně popsal v roce 1980. Druh bývá řazen do poměrně početného rodu Cabassous. Druhové jméno chacoensis odkazuje na region Gran Chaco, ke kterému je pásovec krátkouchý endemický.

## Výskyt
Primární oblast výskytu pásovce krátkouchého představuje Gran Chaco, geografický region na severu Argentiny a západě Paraguaye. Je možné, že areál rozšíření zasahuje i do jižní Bolívie, zaznamenán tam však k roku 2013 nebyl. Stanoviště tohoto pásovce představuje otevřená krajina posetá trnitými křovinami na měkčí půdě.

## Popis
Dosahuje délky těla (od hlavy ke konci těla) kolem 30–40 cm, ocas měří dalších 10 cm. Hmotnost dospělce se pohybuje kolem 1,2 kg. Uši s pouhými 14 mm jsou mnohem kratší než u jiných druhů rodu Cabassous. V češtině mu tento výrazný druhový znak vynesl druhové jméno.

## Biologie a chování
O biologii druhu je známo jen minimum informací. Jedná se o noční zvíře, které žije v norách, jež si samo hrabe. Samice rodí jedno mládě. Živí se suchozemskými mravenci a termity.

## Ohrožení a ochrana
Mezinárodní svaz ochrany přírody (IUCN) ve své vyhodnocující zprávě z roku 2013 o pásovci krátkouchém považoval druh za téměř ohrožený. Populace pásovce klesá vlivem predace psy, ztrátou přirozeného prostředí i lovu místními lidmi na maso.